# Felsenkirchen von Lalibela
Die Felsenkirchen von Lalibela (amharisch የላሊበላ ውቅር አብያተ ክርስትያናት) in Äthiopien sind elf Kirchen, die um das Jahr 1250 jeweils als Monolithen aus der umgebenden Felsformation herausgearbeitet wurden. Ihr Bau wurde ursprünglich Kaiser Lalibela zugeschrieben, der im 12. Jahrhundert ein „Neu-Jerusalem“ errichten wollte, nachdem muslimische Eroberungen die christlichen Pilgerfahrten ins Heilige Land zum Erliegen brachten. Die heilige Stadt Lalibela erlebte nach dem Untergang des Reiches von Aksum ihre Blütezeit.
Die Kirchen befinden sich im zentralen äthiopischen Hochland im Stadtgebiet des wachsenden Ortes Lalibela. Sie dienen noch immer ihrem ursprünglichen Zweck und werden von äthiopisch-orthodoxen Pilgern aufgesucht.
Die Kirchengebäude sind seit 1978 als UNESCO-Weltkulturerbe eingetragen.

## Beschreibung

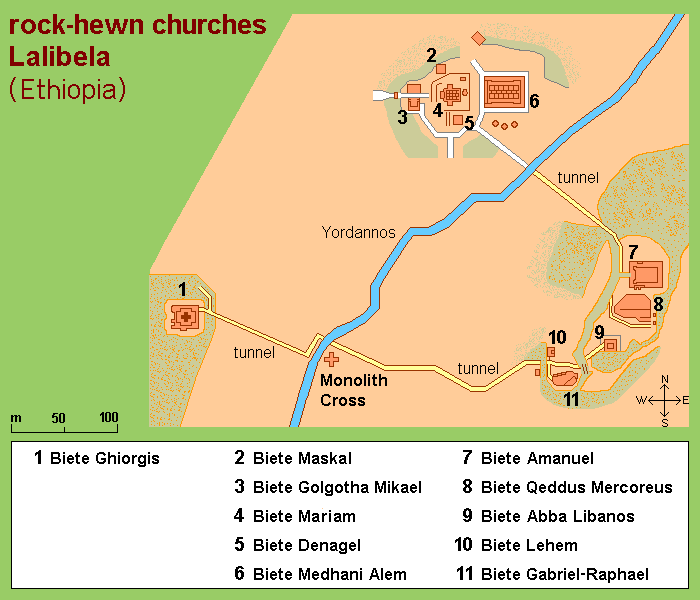
Karte von Lalibela

Die Kirchen lassen sich in zwei Hauptgruppen einteilen. Nördlich des Jordan-Flusses: Biete Medhani Alem („Haus des Welterlösers“), Biete Mariam („Haus der Maria“), Biete Maskal („Haus des Kreuzes“), Biete Denagel („Haus der Jungfrauen“), Biete Golgotha Mikael („Haus des Golgota Mikael“); und südlich des Flusses: Biete Amanuel („Haus des Emmanuel“), Biete Qeddus Mercoreus („Haus des Heiligen Mercoreos“), Biete Abba Libanos („Haus des Abtes Libanos“), Biete Gabriel Raphael („Haus des Gabriel Raphael“) und Biete Lehem („Haus des Heiligen Brotes“). Die elfte Kirche, Biete Ghiorgis („Haus des Heiligen Georg“), ist von den anderen isoliert, aber mit diesen durch ein System von Gräben verbunden.
Die Kirchen wurden nicht auf traditionelle Weise gebaut, sondern aus monolithischen Felsblöcken gehauen. Durch weitere Ausmeißelung wurden Türen, Fenster, Säulen, Fußböden, Dächer usw. herausgearbeitet. Einige der Innenräume sind mit Wandmalereien verziert. Um die Kirchen herum entstand ein weit verzweigtes System von Entwässerungsgräben und Zeremoniengängen, teilweise mit Öffnungen zu Einsiedlerhöhlen und Katakomben.
Biete Medhani Alem mit ihren fünf Kirchenschiffen und einer Höhe von 33 Metern gilt als die größte monolithische Kirche der Welt, während Biete Ghiorgis einen bemerkenswerten kreuzförmigen Grundriss aufweist. Die meisten wurden wahrscheinlich von Anfang an als Kirchen genutzt, Biete Mercoreos und Biete Gabriel Rafael könnten einst auch königliche Residenzen gewesen sein.
Unweit der Kirchen befindet sich das Dorf Lalibela mit zweistöckigen Rundhäusern, die aus lokalem roten Stein gebaut wurden und als Lasta Tukuls bekannt sind.

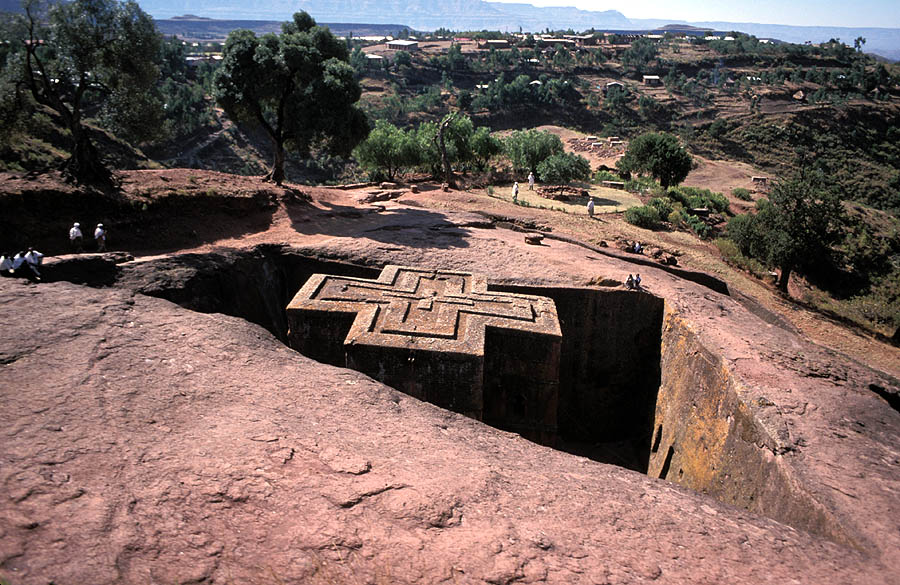
Biete Giyorgis, Ansicht von oben
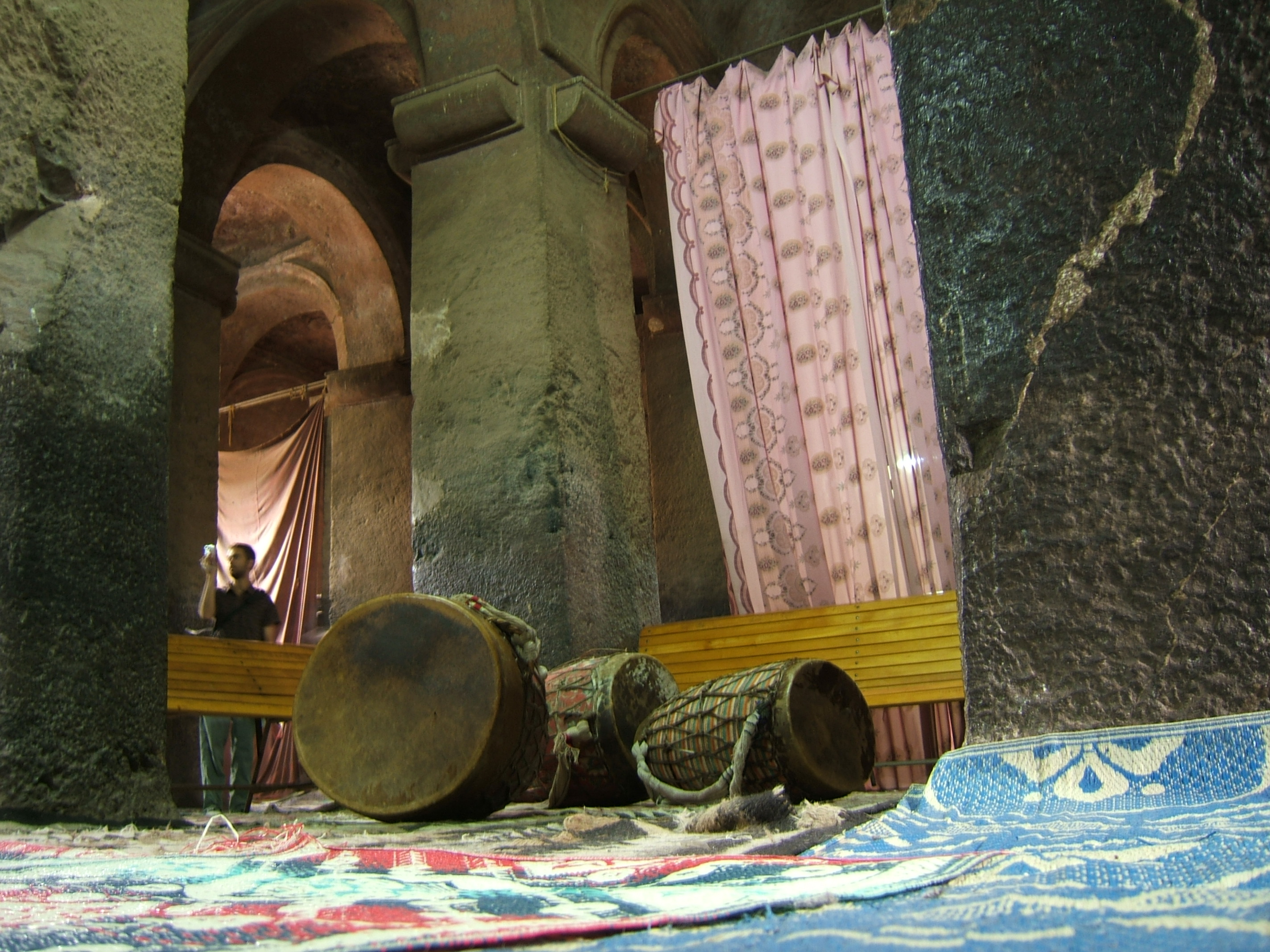
Trommeln in einer Kirche
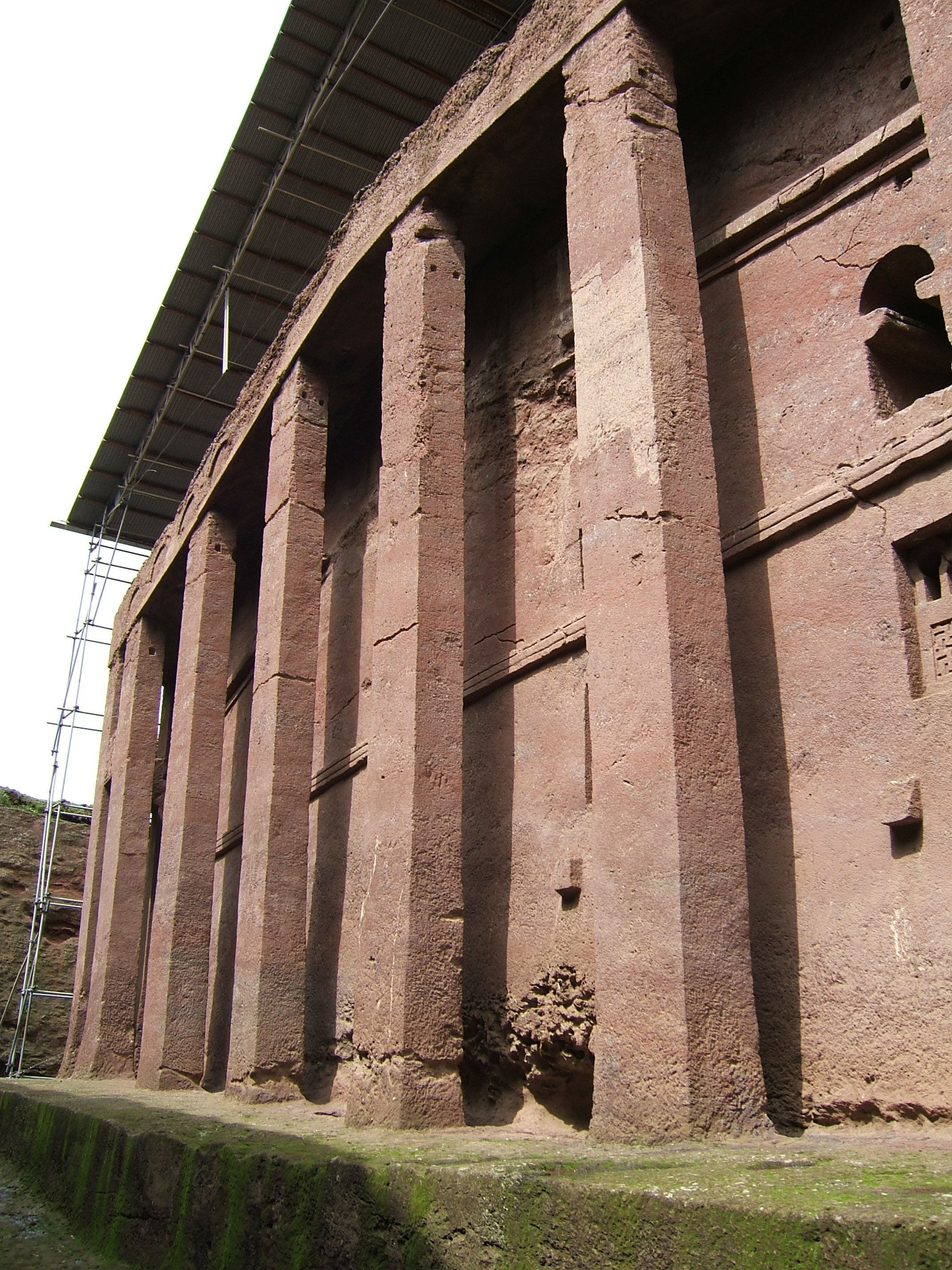
Biete Medhane Alem

## Eintragung als Weltkulturerbe
Der Kirchen von Lalibela wurden 1978 aufgrund eines Beschlusses der zweiten Sitzung des Welterbekomitees als erste Weltkulturerbestätte Äthiopiens in die Liste des UNESCO-Welterbes eingetragen. In der Sitzung wurde auch der Simien-Nationalpark als erstes Weltnaturerbe des Landes aufgenommen.
Die Eintragung erfolgte aufgrund der Kriterien (i), (ii) und (iii).
(i): Alle elf Kirchen stellen in ihrer Ausführung, Größe, Vielfalt und Kühnheit ihrer Form eine einzigartige künstlerische Leistung dar.
(ii): Der König von Lalibela beschloss, ein Symbol des Heiligen Landes zu bauen, als die Wallfahrten dorthin durch die historische Situation unmöglich wurden. In der Kirche von Biet Golgota befinden sich Nachbildungen des Grabes Christi und Adams und der Geburtskrippe. Die heilige Stadt Lalibela wurde zu einem Ersatz für die heiligen Stätten Jerusalem und Bethlehem und hatte als solcher einen erheblichen Einfluss auf das äthiopische Christentum.
(iii): Die gesamte Stadt Lalibela ist ein außergewöhnliches Zeugnis der mittelalterlichen und nachmittelalterlichen Zivilisation Äthiopiens. Neben den elf Kirchen zählen dazu auch die zahlreichen Überreste traditioneller, zweistöckiger, runder Dorfhäuser mit Innentreppen und Strohdächern.

## Erhaltungszustand
Die Entwässerungsgräben wurden mehrere Jahrhunderte lang mit Erde aufgefüllt, im 20. Jahrhundert dann freigeräumt und durch Erdbeben beschädigt. Dies hat zu ernsthaften Wasserschäden geführt, so dass die Denkmäler heute in einem kritischen Zustand sind. Biete Amanuel ist aufgrund statischer Probleme einsturzgefährdet.
Seit dem späten 20. Jahrhundert ist es zu ernsthaften Beschädigungen der Gemälde in den Kirchen gekommen. Auch Skulpturen und Flachreliefs (z. B. am Eingang von Biete Mariam) wurden stark beschädigt, so dass ihre ursprünglichen Details kaum noch zu erkennen sind.

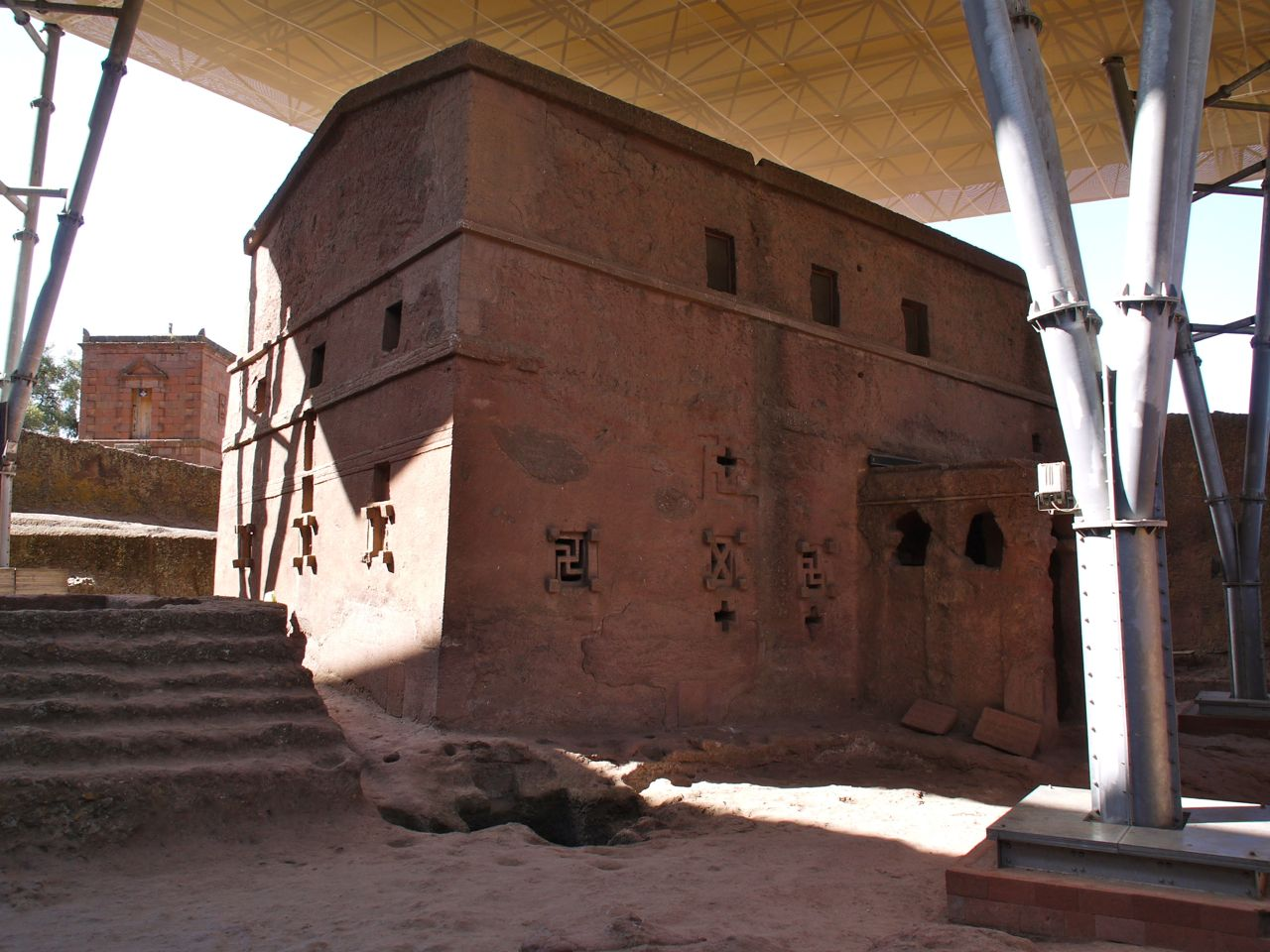
Schutzdach über Biete Mariam

Über einigen Kirchen wurden inzwischen temporäre Schutzvorrichtungen angebracht, die allerdings die visuelle Integrität beeinträchtigen.
Weitere Gefahren für das Welterbe drohen durch das Vordringen von neuen öffentlichen und privaten Bauten in die Umgebung der Kirchen, durch Wohnbauten im angrenzenden traditionellen Dorf und durch den Ausbau der Infrastruktur für den Tourismus.